# Hôtel de Montalivet
El hôtel de Montalivet es una mansión privada ubicada en el n. 58 rue de Varenne, en el 7 distrito de París en París, Francia.

## Histórico
Fue construido en 1736 y 1737 para Marguerite Paule de Grivel d'Orrouer, marquesa de Feuquières, por el arquitecto Pierre Boscry , y decorado por su padre, Charles Boscry, así como por el ornamentista Nicolas Pineau, pero parece que no quede rastro de su intervención. La fachada de la calle fue modificada en el siglo XIX. 
Fue ocupado desde 1764 por la familia La Rochefoucauld-Liancourt y en el siglo XIX por la familia Calmann-Lévy. El conde Eugène-Auguste Caffarelli la convirtió en su hogar y murió allí en 1878. 
A principios del siglo XX, encontramos allí a los Montalivet hasta 1947 así como a George W. Vanderbilt.
Fue adquirido por el Estado en 1947 y ahora es un anexo del Hôtel de Matignon, ubicado justo enfrente.

## Protección
Por decreto del 18 de octubre de 1993 fueron clasificadas como monumento histórico las  fachadas y cubiertas de todos los edificios, excepto las partes construidas en el siglo XIX situadas en la parte trasera del patio, las habitaciones del primer piso del edificio de la calle y el vestíbulo de la planta baja del edificio que da a la calle, así como la escalera principal que lo sigue con su jaula, situada en el ala de acceso al patio.